# جلبک طلایی
جلبک طلایی (نام علمی: Chrysophyceae) نام یک رده از ناجورتاژکان است.